# Жылыбулак (Туркестанская область)
Жылыбулак (каз. Жылыбұлақ) — село в Казыгуртском районе Туркестанской области Казахстана. Входит в состав Жанабазарского сельского округа. Код КАТО — 514035200.

## Население
В 1999 году население села составляло 614 человек (323 мужчины и 291 женщина). По данным переписи 2009 года, в селе проживали 674 человека (341 мужчина и 333 женщины).